# Vladimir Džanko
Vladimir Džanko (Glamoč, 20. ožujka 1932. - Osijek, 29. kolovoza 2018.), hrvatski akademski slikar, ilustrator i likovni pedagog.

## Životopis
Rođen je u Glamoču, a srednju školu za primijenjenu umjetnost završio je u Sarajevu. Diplomirao je na Akademiji primijenjenih umjetnosti u Beogradu a slikarskom odjelu u klasi Vinka Grdana. Godine 1964., godinu nakon što je diplomirao, imao je svoju prvu samostalnu izložbu. Od tada stalno živi i stvara u Osijeku. Bio je učitelj likovnog odgoja u osnovnoj školi, predavao je na Gimnaziji i Pedagoškom fakultetu, bio je scenograf u Hrvatskom narodnom kazalištu u Osijeku, ravnatelj Muzeja likovnih umjetnosti u Osijeku. Većinu djela naslikao je poslije 1989. godine, posebno u vrijeme Domovinskog rata.. Raspon Džankovih motiva ide od raznolikih veduta Osijeka, krajobraza raznih krajeva Slavonije, portreta, aktova do mrtvih priroda. Djela je izlagao u domovini i inozemstvu.
Umro je 29. kolovoza, komemoracija je održana u petak, 31. kolovoza u 12.30 sati, a pokopan je 1. rujna 2018. na Gornjogradskom (Aninom) groblju.

## Nagrade
Nagrađen je Nagradom grada Osijeka 1971. za pedagoški rad te 1997. Redom Danice hrvatske s likom Marka Marulića.